# 貿易風

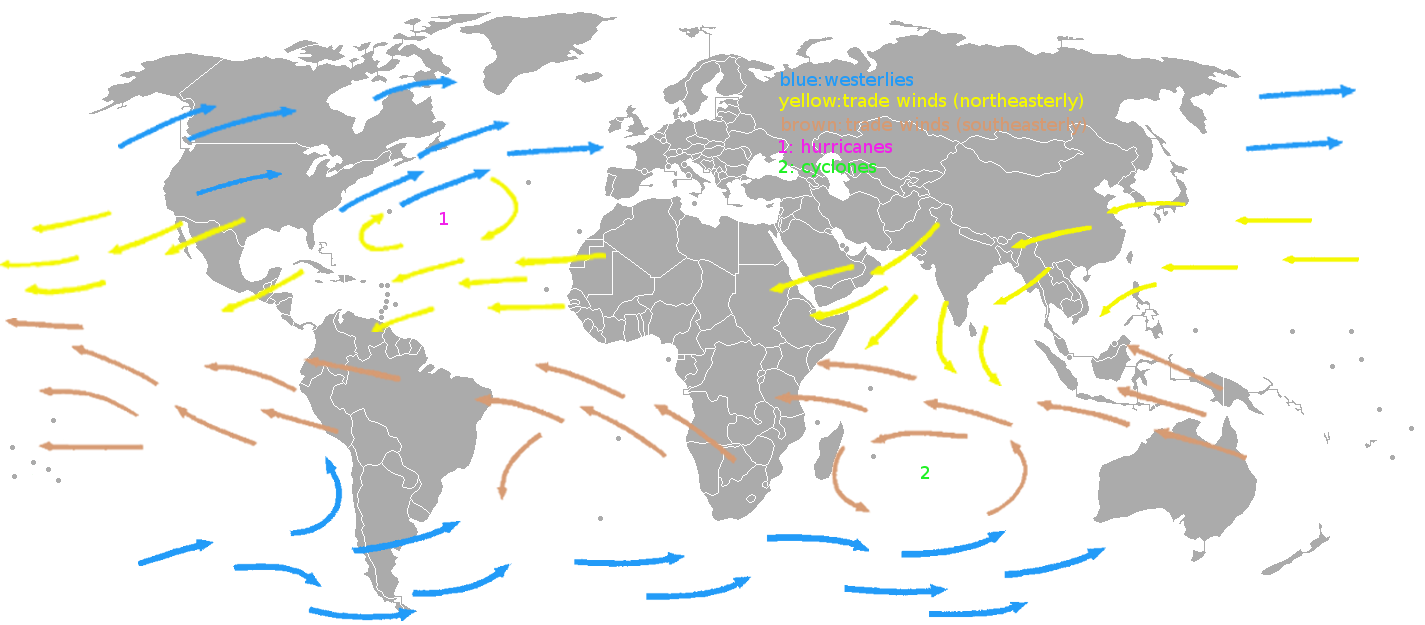
地球上の恒常的な気流（卓越風）の図。黄色が北半球の貿易風（北東貿易風）、茶色が南半球の貿易風（南東貿易風）を表す。また青色が偏西風を表す。

貿易風（ぼうえきふう、英語: trade winds）は、熱帯域で定常的に吹く西向きの卓越風のこと。他に熱帯東風（ねったいとうふう）や恒風（こうふう）、古くは恒信風（こうしんふう）と呼ばれた。単に偏東風（へんとうふう、英語: easterlies）と呼ばれることもあるが（大気大循環論）、極地でおこる恒常的な東風（極東風）も同様に呼ばれるため、これと分けるために熱帯偏東風と呼ばれることもある。
南北半球の低緯度帯（約0～30度）には、ハドレー循環と呼ばれる大気の流れが生じており、この現象と、地球の自転によって生じるコリオリの力を受けて地表部で起こる空気の流れが貿易風と呼ばれるものである。一般に恒常的な東風と説明されるが、それぞれ極側から赤道帯に向かう風の流れもあり、正しくは北半球では北東の風、南半球では南東の風となり、それぞれ北東貿易風、南東貿易風とも呼ばれる。
近代以前の帆船の時代において、風の流れを掴むことは重要であり、特に貿易風は15世紀に始まる大航海時代においてヨーロッパの列強諸国にその重要性を認識された。貿易風と偏西風によって、ヨーロッパは大西洋を横断してアメリカ大陸と行き来きすることが可能となり、植民地を拡大させることが可能となった。また、ヨーロッパから、真南にあたるアフリカ南部に向かう際にも、いったん外海に出て西に進んでから向かうという航法が確立された。
気象学においては、大西洋、太平洋、インド洋南部で発生し、北米、東南アジア、マダガスカル、東アフリカに上陸する熱帯性暴風雨を起こす雲を貿易風は運んでいる。貿易風の発生域においては亜熱帯高圧帯から下降する空気によって生じる貿易風逆転によって雲の高層化が抑えられ、浅い積乱雲が見られる。貿易風が弱まると、その近辺の陸上でより多くの降雨が見られるようになる。
大西洋における貿易風は、硝酸塩やリン酸塩に富むサハラ砂漠の砂塵を中南米に運ぶ役割も持っている。これはアマゾンの土壌に好影響を与える一方、大気中の微粒子が増えることで大気環境に悪影響を及ぼす側面もある。特に1970年代以降、アフリカの旱魃によって砂塵の量が増し、カリブやフロリダのサンゴ礁に悪影響を与えていることが知られている。

## 語義・由来
日本語の貿易風という用語は、そのまま英語の "trade winds" に由来する。貿易風が主流となる前の明治初期には定風や恒信風という用語の方が一般的であった。
英語の "trade winds" は14世紀頃から用いられていた用語であったが、当時（末期中英語）の "trade" には貿易や交易という意味合いはなく、単に「進路」や「経路」を意味していた。その後、18世紀までに大西洋を横断するイギリスの商船隊が貿易風の重要性を認識したことに伴い、やがて trade は foreign commerce （外国との商業的取引）と同じ意味を持つようになった。この用法は市民や言語学者の間にも浸透し、現在に至る。
また、15世紀のポルトガルでは "volta do mar" と呼ばれ、これはポルトガル語で「海洋の変化点」ないし「海洋からの帰還」を意味する。

## 歴史

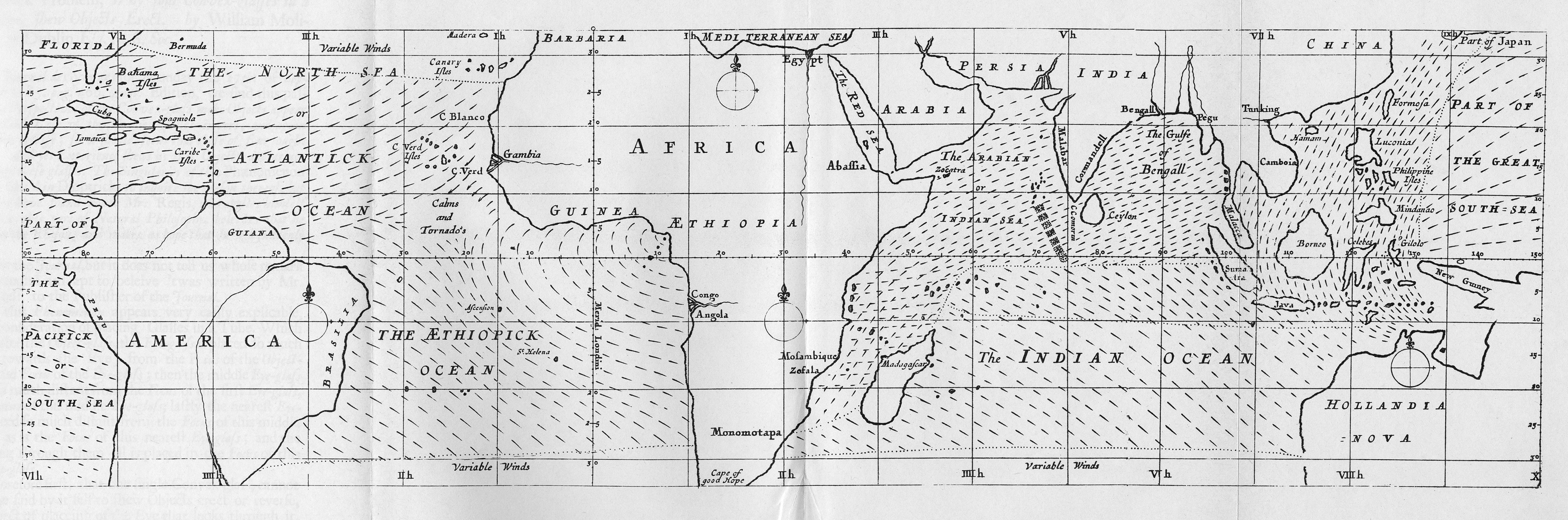
1686年に作成されたエドモンド・ハレーによる貿易風の地図。

大航海時代が始まった15世紀時点において、既にポルトガルは北半球側、南半球側問わず大西洋における航海での貿易風の重要性を認識していた。
西アフリカからヨーロッパに帰る場合、沿岸部伝いに北に向かうのではなく、一度、西や北西に向かって、つまりアフリカ大陸から離れるように航行する必要があった。その後、北東に向かってアゾレス諸島の周辺に行き、最終的に東に向かってヨーロッパへと辿り着いた。また、反対にアフリカ南部に向かう場合には、一度海洋に出てブラジル方向に向かった後、南緯30度付近で再び東に向かうコースを取らないといけないことを認識していた（仮にアフリカ大陸の沿岸沿いに南に向かうとすると、南半球において風上に向かって進むことになるため）。熱帯地域における偏東風（貿易風）と、高緯度における偏西風を含む、全体的な風の循環は、最終的に1565年のアンドレス・デ・ウルダネータの航海によって、ヨーロッパに知られることとなった。
帆船の時代において船長は、向かいたい方向の追い風が吹くと予想されるコースを探した。
この時代における卓越風は、地球上の様々な地点へのアクセスを容易にしたり、困難にした。そして、これはヨーロッパ列強の帝国建設に直接的な影響を与えるものであり、ひいては現代の政治的側面から見た地理にも影響を与えた。例えば、マニラのガレオン船は向かい風の方向に進むことは不可能であった。
19世紀半ばにアメリカの海軍士官であったマシュー・フォンテーン・モーリーが海洋気象観測の国際的な規格統一を図り、世界中の海洋上の風の流れと海流を載せた海図を作成した。

## 発生要因と気象学的特徴

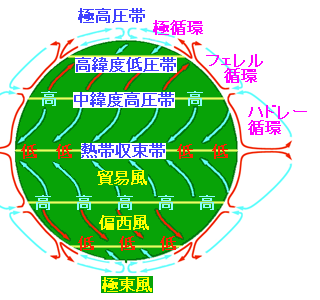
地球の大気循環のモデル。中緯度高圧帯と熱帯収束帯の間にある斜めの水色線が貿易風にあたる。

低緯度帯における大気は、赤道付近の熱帯収束帯で温められた空気が上昇し、その後、上空で極地に向かうと南北の両緯度30度付近にあたる亜熱帯高圧帯（中緯度高圧帯）で下降する。こうして地表に降りた空気は、今度は赤道付近の低気圧帯に向かうという循環が生じている（ハドレー循環）。この赤道に向かう空気の流れは、地球の自転の作用（コリオリの力）によって両半球で西に偏向される。すなわち、北半球では主に北東の風となり、南半球では南東の風となる。この風のことを貿易風と呼び、特に北半球で生じる貿易風を北東貿易風、南半球で生じるものを南東貿易風と呼び分ける。そしてこれら風は、風が穏やかで変化が少ない熱帯収束帯（赤道無風帯）で合流する。
亜熱帯高圧帯で下降する空気は、地表に近づくにつれ温められるために、（水分量は一定のため）相対湿度が下がり、この空気の塊（気団）は比較的に乾燥したものとなる。この暖かく乾燥した気団は通常、暖かく湿った熱帯気団の上層に存在し、上層気団と呼ばれる。通常、大気の温度は高度が上がるほど下がるが、こうした場所では逆に気温が上昇する逆転層が生じることになる（気温の逆転）。こうした貿易風の発生域で生じる逆転層のことを、貿易風逆転（trade wind inversion）と呼ぶ。
熱帯地域を通過した低緯度の気団は、より直射日光のために温度が上昇する。この時、陸上で発達するものを大陸性、海上のものを海洋性と区別し、大陸性気団は、海洋性よりも乾燥かつ高温であり、亜熱帯高圧帯にある大陸西側周縁を北上する。
インド洋の北部を除くすべての熱帯海域において、貿易風が起こる領域が広く存在する。

## 気象や生態系への影響
貿易風が起こる領域の上空に形成される雲は、貿易風逆転によって高さが制限され、一般的に高さ4キロメートル (13,000 ft)以下の積雲で構成される。
貿易風は寒い季節に極の方向（北半球では北東、南半球では南東）から多く発生し、夏よりも冬の方が風が強い。
例えば、南米の低緯度に位置するギアナは、1月から4月にかけてが、風の強い季節となる。
北極振動は寒い時期の激しい時（ポジティブ・フェーズ）、貿易風が強まる傾向があり、反対に暖かい時期の穏やかになる時（ネガティブ・フェーズ）は弱まる傾向がある。
貿易風が弱まると中米などの熱帯の陸地ではより広範囲に雨が降るようになる。
北半球が真夏の時期（7月）には、北上する亜熱帯高圧帯の南側を西に向かって吹く貿易風がカリブ海から北アメリカ南東部（フロリダ及びメキシコ沿岸）に向かって、北西に伸びる。この気流の南側周辺ではサハラ砂漠の砂塵が運ばれており、これが上陸すると、降雨が抑制され、空色が青から白に変わり、赤い夕焼けが増えるようになる。また、大気中の微粒子が増加することで、大気の状態に悪影響を与える。
アメリカ南東部は北米で最も空気が綺麗な地域の1つであるが、アメリカに到達するアフリカの塵の多くは、フロリダに影響を与える。
1970年以降、アフリカの旱魃によって、砂塵の発生は悪化している。カリブ海やフロリダへ運ばれる砂塵の量は年ごとに大きな変動がある。
こうした砂塵が、主に1970年代以降のカリブ海とフロリダにおけるサンゴ礁の生育に悪影響を与えている。
栄養分を多く含むサハラ砂漠の砂塵は、毎年、何百万トンも貿易風に乗って大西洋を横断し、土壌に重要なリンや他の栄養素が欠乏しているアマゾンに届いている。